# Glyphoglossus
Genre
Synonymes
- Calluella Stoliczka, 1872
- Colpoglossus Boulenger, 1904
- Dyscophina Van Kampen, 1905
- Calliglutus Barbour & Noble, 1916

Glyphoglossus est un genre d'amphibiens de la famille des Microhylidae.

## Répartition
Les neuf espèces de ce genre se rencontrent en Asie du Sud-Est.

## Liste des espèces
Selon Amphibian Species of the World (1 octobre 2015) :
- Glyphoglossus brooksii (Boulenger, 1904)
- Glyphoglossus capsus (Das,Min, Hsu, Hertwig & Haas, 2014)
- Glyphoglossus flavus (Kiew, 1984)
- Glyphoglossus guttulatus (Blyth, 1856)
- Glyphoglossus minutus (Das, Yaakob, & Lim, 2004)
- Glyphoglossus molossus Günther, 1869
- Glyphoglossus smithi (Barbour & Noble, 1916)
- Glyphoglossus volzi (Van Kampen, 1905)
- Glyphoglossus yunnanensis (Boulenger, 1919)

## Taxinomie
Le genre Calluella a été placé en synonymie avec Glyphoglossus  par Peloso et al. en 2015. Les genres Colpoglossus, Dyscophina et Calliglutus avait été placés en synonymie avec Calluella par Parker en 1934.

## Étymologie
Le nom du genre, Glyphoglossus, du grec γλύφω, glypho, « sculpté », et γλῶσσα, glossa, « langue », fait référence à sa langue divisée en deux moitiés latérales séparées par un profond sillon.

## Publication originale
- Günther, 1869 "1868" : First account of species of tailless batrachians added to the collection of the British Museum. Proceedings of the Zoological Society of London, vol. 1868, p. 478-490 (texte intégral).